# Список послов Японии в СССР
Список послов Японии в СССР с момента установления дипломатических отношений между Японией и СССР 20 января 1925 (Пекинский договор):